# Stadio Domenico Francioni
Het Stadio Domenico Francioni (afgekort Stadio Francioni) is een voetbalstadion in de Italiaanse stad Latina. Het is de thuishaven van US Latina Calcio en biedt plaats aan 7.191 toeschouwers. Het stadion werd geopend in 1935 en is vernoemd naar Domenico Francioni. 